# Berlins zoo

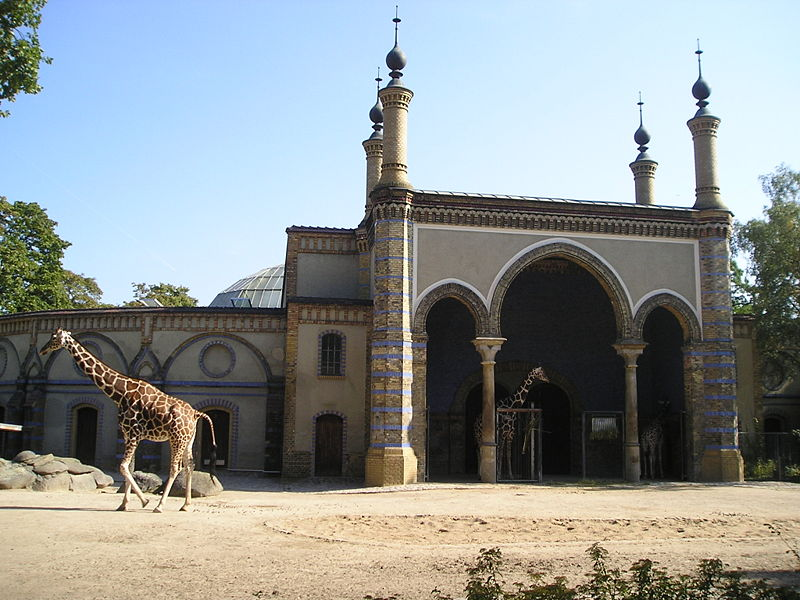
Zoologischer Garten Berlin.

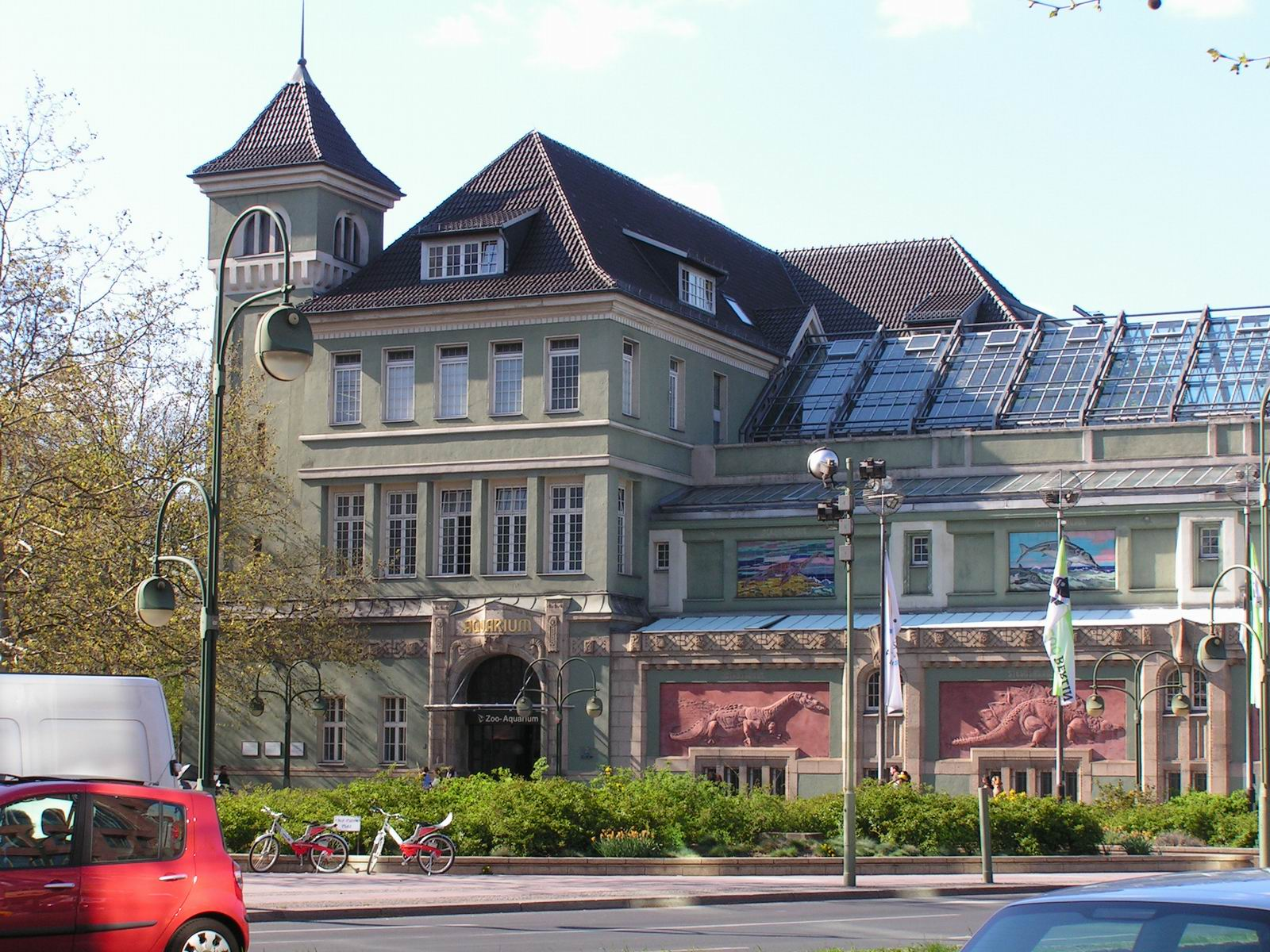
Akvarium.

Berlins zoo eller (tyska) Zoologischer Garten är ett av Berlins två zoo och ligger i centrala Berlin. I anslutningen finns ett stort akvarium som hyser ett stort antal djurarter, däribland två komodovaraner. Berlin Zoo är Tysklands äldsta och Europas nionde äldsta djurpark.
Tierpark Berlin som är stadens andra djurpark ligger i Berlin-Friedrichsfelde och hör till Europas större djurparker.

## Historia
Berlins zoo grundlades av Hinrich Lichtenstein, afrikaforskare och professor i zoologi vid Berlins universitet. Grunden för skapandet av en djurpark var att Fredrik Vilhelm IV av Preussen skänkte sitt fasaneri i Tiergarten och de djur han hade på Pfaueninsel i Potsdam till Berlins befolkning. På Pfaueninsel hade Fredrik Vilhelm III av Preussen skapat ett privat zoo, menagerie, med olika djur som under vissa dagar även var öppet för allmänheten. Här kunde man bland annat besöka ett fågelhus och se björnar, lamor, kängurus, hjortar och vattenbufflar. Drivande i skapandet av en zoologisk park var förutom Martin Lichtenstein Peter Joseph Lenné och Alexander von Humboldt. Djurparken öppnade 1 augusti 1844 efter tre års byggtid och är Tysklands äldsta djurpark. Vid tiden för grundandet befann sig djurparken utanför själva Berlin och avskiljdes från staden av Tiergarten. Akvariet öppnades 1913.
1869 började djurparkens utveckling att ta fart då Heinrich Bodinus övertog ledningen. Nya djurhus byggdes och nya djurarter tillkom varpå antalet besökare steg. Under denna period skapades djurhus som skulle påminna om djurens ursprungsländers arkitekturstil, bland annat det än idag existerande Antilophuset. Förebild var Antwerpens zoo och hus med inspiration från bland annat Indien, Egypten och Japan restes. Flera av byggnaderna skapades av arkitekterna Wilhelm Böckmann och Hermann Ende. Under Ludwig Hecks ledning byggdes bland annat ingången mot Hardenbergstrasse, Elefantentor och djurparken kom att bli en av de artrikaste djurparkerna i världen. Under 1930-talet moderniserades anläggningarna, bland annat genom att galler ersattes av avskiljande vallgravar där det var möjligt. Från denna tid finns fortfarande apbergen, frianläggningen för lejon och frianläggningarna för sjölejon och sälar. Förebild för moderniseringen var Hagenbecks djurpark.
Under andra världskriget förstördes Zoologischer Garten och många djur omkom i samband med bombningarna av Berlin i november 1943 och januari 1944. Bland de 91 djur som klarade sig genom kriget fanns bland annat elefanttjuren Siam och flodhästen Knautschke. Efter kriget startades ett omfattande återuppbyggnadsarbete av Zoo som var klart 1956. Under denna period leddes parken av Katharina Heinroth.
Efter 1956 har Zoo byggts ut i olika omgångar. Heinz-Georg Klös som efterträdde Katharina Heinroth ledde arbetet med att återskapa den artrikedom som funnits innan kriget och att bygga nya anläggningar för djuren. Bland annat byggdes aphuset, fågelhuset och rovdjurshuset och parken expanderade med ett nytt område i Diplomatenviertel. 1997 följde ett nytt hus för flodhästarna och 2002 för pingvinerna. Berlinmurens fall och Berlins återförening förde med sig att staden har två djurparker samt akvariet. Ett samarbetsavtal skrevs under och parkerna arbetar tillsammans. Bernhard Blaszkiewitz blev 1991 direktör för Tierpark Berlin och var sedan 2007 även chef för Berlins zoo. 2014 blev Andreas Knieriem chef för båda parkerna.
Berlin Zoo för protokoll i projekten för födsel av vita och svarta noshörningar och gaur.

## Djurarter

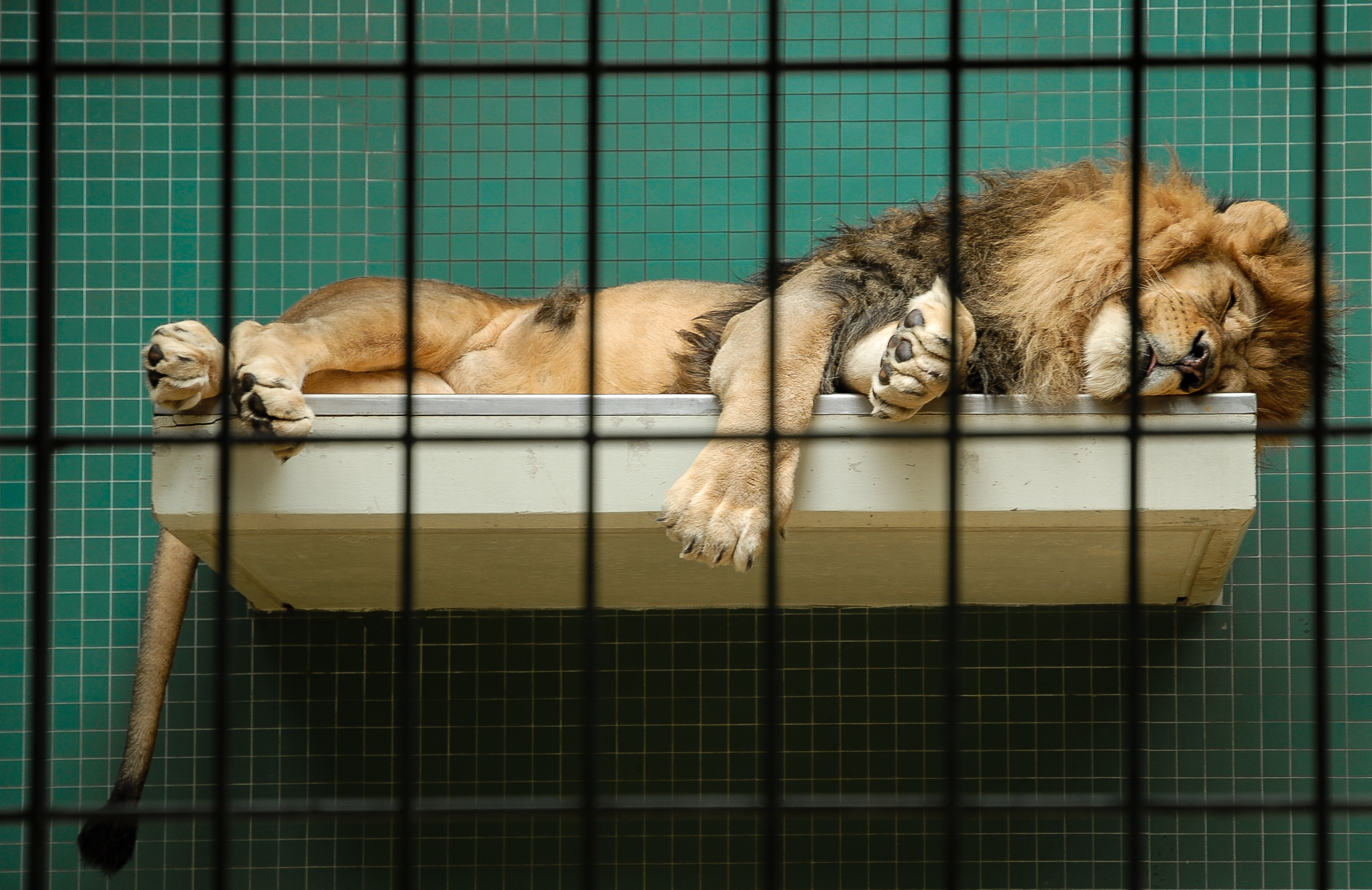
Sovande lejon.

Bernlins zoo är den djurpark som har flest djurarter i världen. Listan på djur som finns i parken inkluderar: röd jättekänguru, gorilla, schimpans, orangutang, gibbonapa, siamang, lemur, spindelapa, mantelbabian, mandrill, lejon, sibirisk tiger, amurleopard, puma, jaguar, ökenlo, jättepanda, isbjörn, brunbjörn, malajbjörn, läppbjörn, kragbjörn, näsbjörn, varg, asiatisk elefant, giraff, zebra, elandantilop, bisonoxe, visent, buffel, vårtsvin, hjortsvin, flodhäst, dvärgflodhäst, bäver, jordsvin, pansarnoshörning, spetsnoshörning, låglandstapir, piggsvin, dvärgmangust, ren, dovhjort, okapi, bongo, stenbock, struts, nandu, emu, kondor, fjälluggla, sjölejon, dvärgutter, komodovaran, pingvin, jättemyrslok, kapybara, mara, vit stork, kivifågel, nilkrokodil samt pytonorm.

## Kända djur

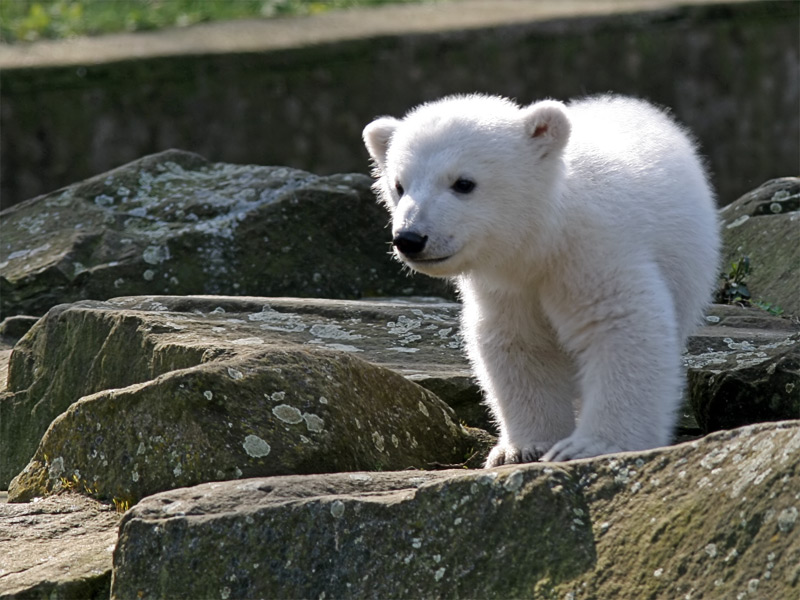
Knut, 24 mars 2007.

1980 skänkte Kina två jättepandor till dåvarande Västtyskland. Pandorna blev en av parkens stora attraktioner. En av dem var jättepandan Bao Bao som dog 22 augusti 2012. Han uppnådde den för jättepandor mycket höga åldern av 34 år. Sedan 2017 har parken två nya jättepandor, Jiao Quing och Meng Meng. Berlin zoo är också känt för sina flodhästar med de mest kända i Knautschke och Bulette. Djurparken blev i december 2006 mycket uppmärksammad då isbjörnen Knut föddes, och han blev något av en maskot för staden Berlin. Knut dog oväntat 2011 av en hjärnsjukdom, och har idag ett minnesmärke i parken.

## Galleri

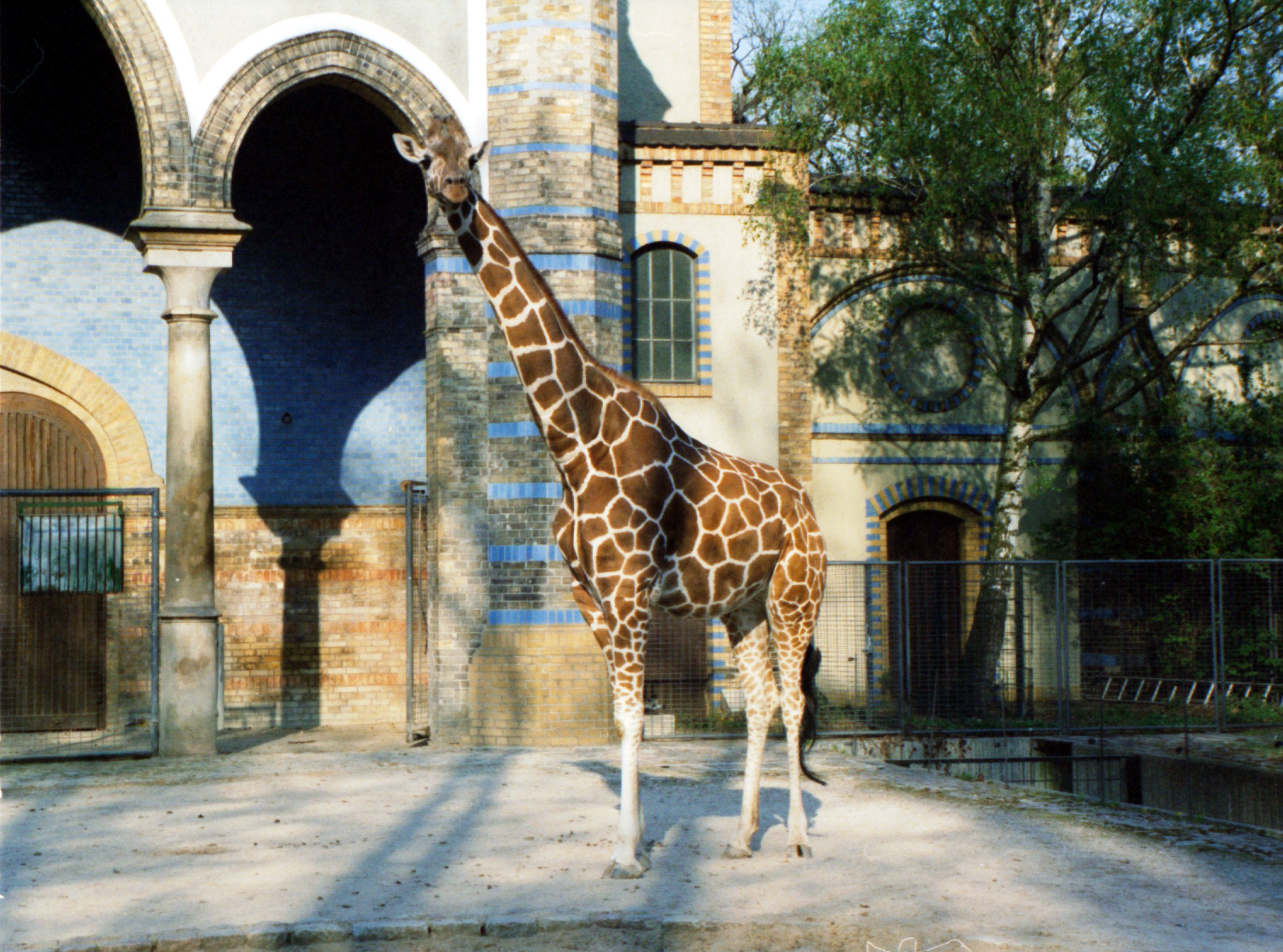
Giraff på Berlins zoo.
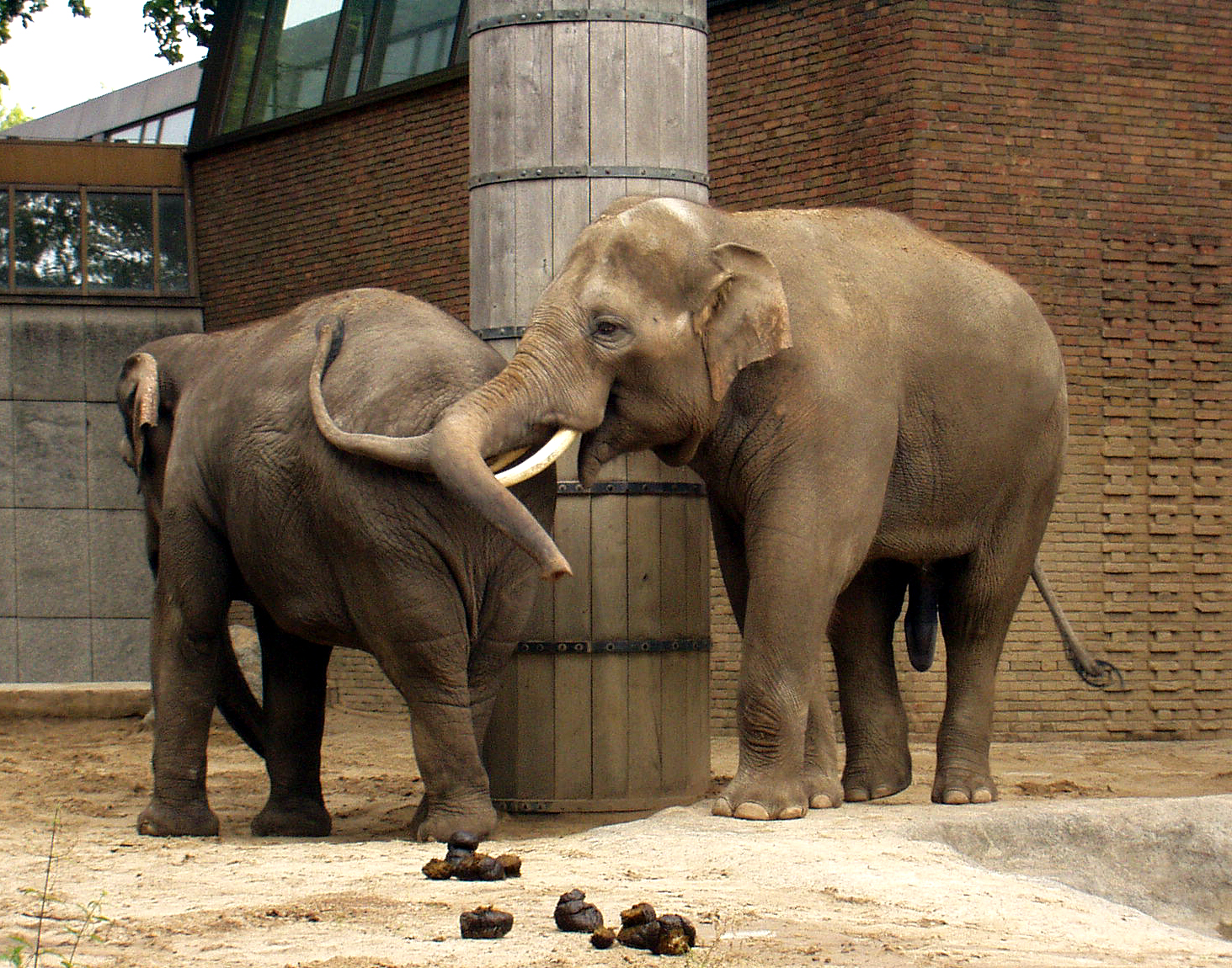
Indiska elefanter.
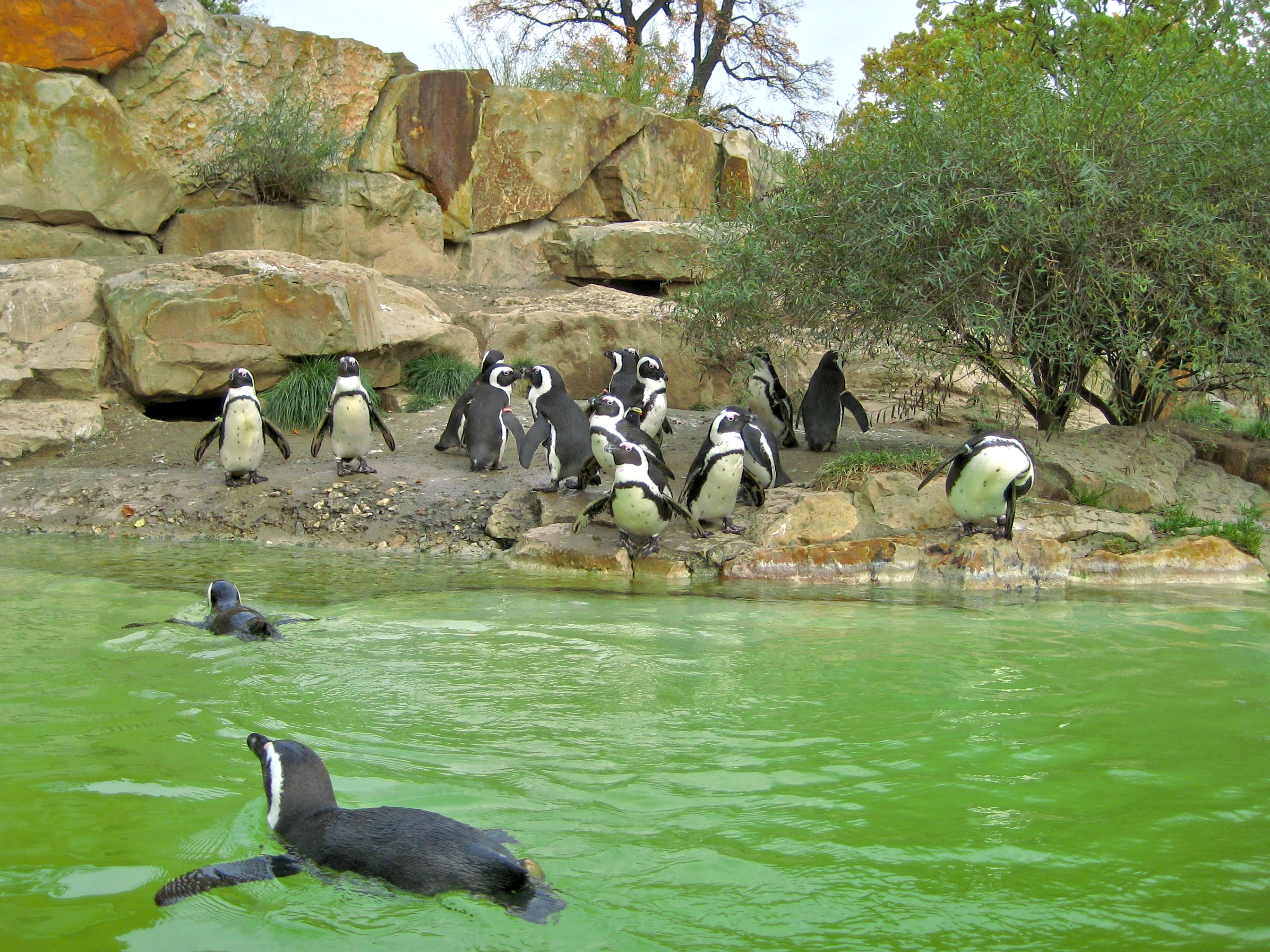
Pingviner.
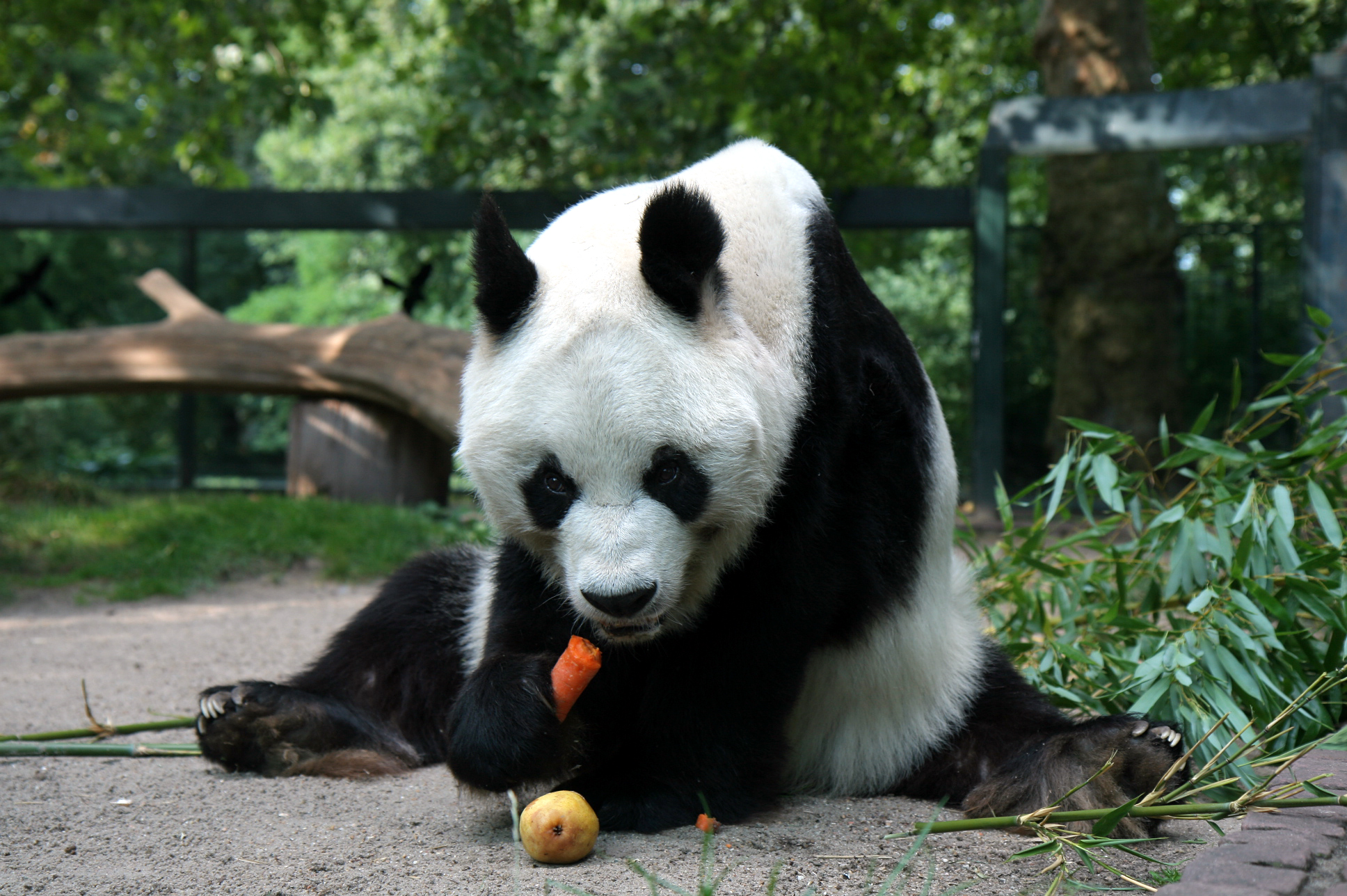
Panda ''Bao Bao'' 2008.
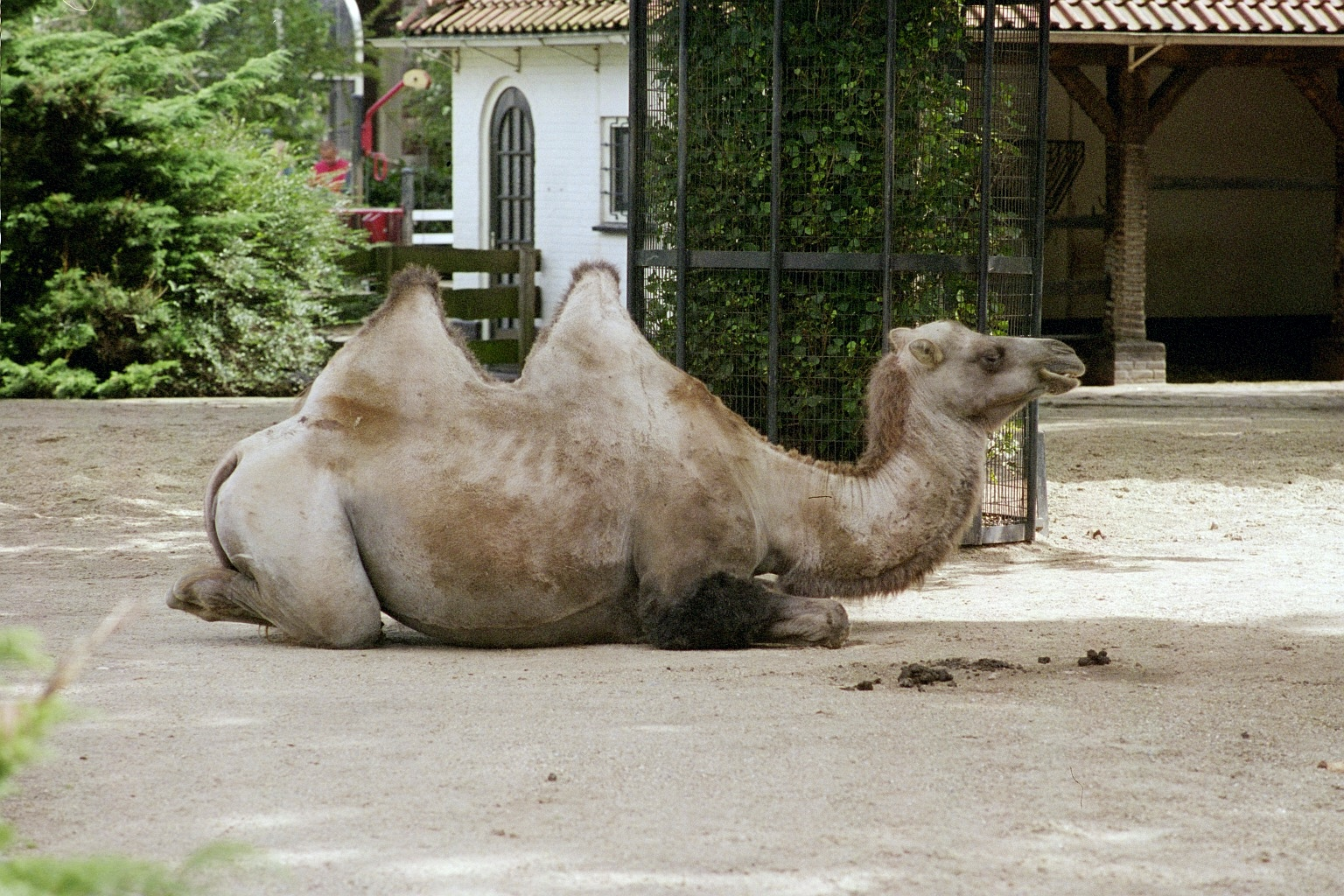
Kamel.
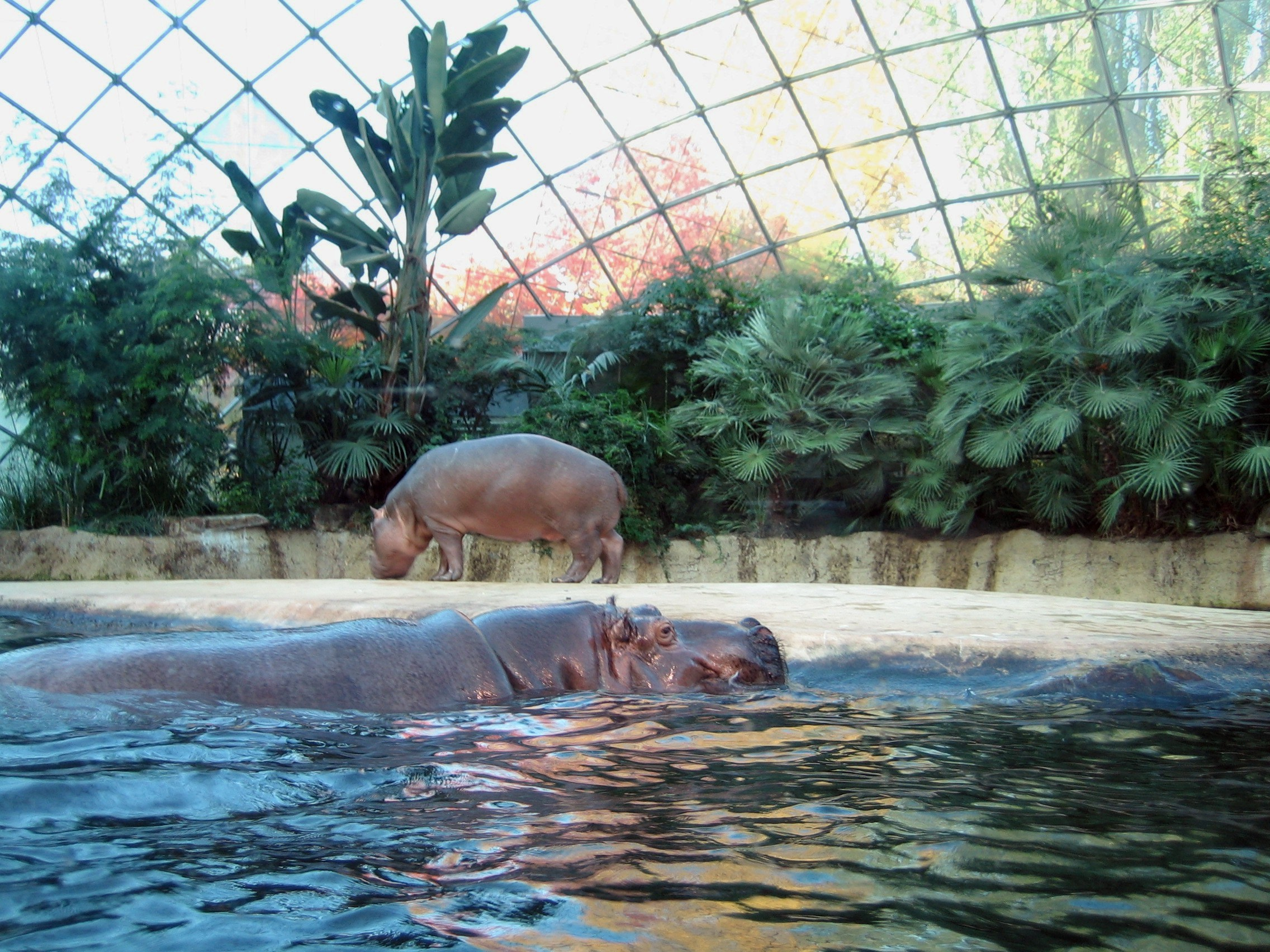
Flodhäst.